# Box-office Turquie 2017

## Les millionnaires
| Class. | Titre                                | Pays                   | Réalisateur              | Box-Office Turquie |
| ------ | ------------------------------------ | ---------------------- | ------------------------ | ------------------ |
| 1      | Recep İvedik 5                       | Drapeau de la Turquie  | Togan Gökbakar           | 7 385 737          |
| 2      | Çalgı Çengi İkimiz                   | Drapeau de la Turquie  | Selçuk Aydemir           | 2 784 741          |
| 3      | Fast and Furious 8                   | Drapeau des États-Unis | F. Gary Gray             | 2 626 104          |
| 4      | Olanlar Oldu                         | Drapeau de la Turquie  | Hakan Algül              | 1 803 704          |
| 5      | Vaiana : La Légende du bout du monde | Drapeau des États-Unis | Ron Clements John Musker | 1 335 662          |
| 6      | Kolonya Cumhuriyeti                  | Drapeau de la Turquie  | Murat Kepez              | 1 021 723          |

## Box-office par week-end
Sources : Box Office Turkiye.com
| #  | Date (à partir du) | Film no 1                                      | Pays                   | Entrées   |
| -- | ------------------ | ---------------------------------------------- | ---------------------- | --------- |
| 1  | 8 janvier 2017     | Çalgı Çengi İkimiz                             | Drapeau de la Turquie  | 593 625   |
| 2  | 15 janvier 2017    | Çalgı Çengi İkimiz                             | Drapeau de la Turquie  | 437 703   |
| 3  | 22 janvier 2017    | Olanlar Oldu                                   | Drapeau de la Turquie  | 319 176   |
| 4  | 29 janvier 2017    | Olanlar Oldu                                   | Drapeau de la Turquie  | 262 502   |
| 5  | 5 février 2017     | Olanlar Oldu                                   | Drapeau de la Turquie  | 206 267   |
| 6  | 12 février 2017    | John Wick 2                                    | Drapeau des États-Unis | 237 319   |
| 7  | 19 février 2017    | Recep İvedik 5                                 | Drapeau de la Turquie  | 1 646 846 |
| 8  | 26 février 2017    | Recep İvedik 5                                 | Drapeau de la Turquie  | 1 254 692 |
| 9  | 5 mars 2017        | Recep İvedik 5                                 | Drapeau de la Turquie  | 718 986   |
| 10 | 12 mars 2017       | Recep İvedik 5                                 | Drapeau de la Turquie  | 456 812   |
| 11 | 19 mars 2017       | Recep İvedik 5                                 | Drapeau de la Turquie  | 266 647   |
| 12 | 26 mars 2017       | Recep İvedik 5                                 | Drapeau de la Turquie  | 149 362   |
| 13 | 2 avril 2017       | Baby Boss                                      | Drapeau des États-Unis | 128 572   |
| 14 | 9 avril 2017       | Les Schtroumpfs et le Village perdu            | Drapeau des États-Unis | 196 426   |
| 15 | 16 avril 2017      | Fast and Furious 8                             | Drapeau des États-Unis | 682 295   |
| 16 | 23 avril 2017      | Fast and Furious 8                             | Drapeau des États-Unis | 399 346   |
| 17 | 30 avril 2017      | Fast and Furious 8                             | Drapeau des États-Unis | 169 946   |
| 18 | 7 mai 2017         | Fast and Furious 8                             | Drapeau des États-Unis | 106 527   |
| 19 | 14 mai 2017        | 4N1K                                           | Drapeau de la Turquie  | 116 989   |
| 20 | 21 mai 2017        | 4N1K                                           | Drapeau de la Turquie  | 100 369   |
| 21 | 28 mai 2017        | Pirates des Caraïbes : La Vengeance de Salazar | Drapeau des États-Unis | 363 855   |
| 22 | 4 juin 2017        |                                                |                        |           |
| 23 | 11 juin 2017       |                                                |                        |           |
| 24 | 18 juin 2017       |                                                |                        |           |
| 25 | 25 juin 2017       |                                                |                        |           |
| 26 | 2 juillet 2017     |                                                |                        |           |
| 27 | 9 juillet 2017     |                                                |                        |           |
| 28 | 16 juillet 2017    |                                                |                        |           |
| 29 | 23 juillet 2017    |                                                |                        |           |
| 30 | 30 juillet 2017    |                                                |                        |           |
| 31 | 6 aout 2017        |                                                |                        |           |
| 32 | 13 aout 2017       |                                                |                        |           |
| 33 | 20 aout 2017       |                                                |                        |           |
| 34 | 27 aout 2017       |                                                |                        |           |
| 35 | 3 septembre 2017   |                                                |                        |           |
| 36 | 10 septembre 2017  |                                                |                        |           |
| 37 | 17 septembre 2017  |                                                |                        |           |
| 38 | 24 septembre 2017  |                                                |                        |           |
| 39 | 1er octobre 2017   |                                                |                        |           |
| 40 | 8 octobre 2017     |                                                |                        |           |
| 41 | 15 octobre 2017    |                                                |                        |           |
| 42 | 22 octobre 2017    |                                                |                        |           |
| 43 | 29 octobre 2017    |                                                |                        |           |
| 44 | 5 novembre 2017    |                                                |                        |           |
| 45 | 12 novembre 2017   |                                                |                        |           |
| 46 | 19 novembre 2017   |                                                |                        |           |
| 47 | 26 novembre 2017   |                                                |                        |           |
| 48 | 3 décembre 2017    |                                                |                        |           |
| 49 | 10 décembre 2017   |                                                |                        |           |
| 50 | 17 décembre 2017   |                                                |                        |           |
| 51 | 24 décembre 2017   |                                                |                        |           |
| 52 | 31 décembre 2017   |                                                |                        |           |